# Arabia Petraea
Arabia Petraea, også kaldet for Provincia Arabia eller bare Arabien var navnet på en provins i Romerriget. 
Denne provins var beliggende ved den romerske statsgrænse i begyndelsen af det 2. århundrede. Provinsen bestod af nabatæernes kongerige i det moderne Jordan, det sydlige moderne Syrien, halvøen Sinai og det vestligste Saudi-Arabien. Hovedstaden var Petra, grundlagt af netop nabatæerne. Arabiæa Petræa grænsede op mod provinserne Syria, Judaea og Aegyptus. Arabia Petræa grænsede op mod en ørken mod øst, der blev kaldt for "Limes Arabicus". På grund af sin beliggenhed, inkluderede provinsens grænseområder en nomadebefolkning, saracenerne og et område domineret af Partherriget.
Nabatæernes kongerige overgik i år 106 evt. til at være en romersk provins under kejser Trajan. Overgangen til romersk provins skete skete ved kong Rabbel II's død og ser ud til at være sket fredeligt. Provinsen blev en af de kejserlige provinser, hvor kejseren valgte dens guvernør. Selvom provinsen kunne blive udsat for angreb og overtagelse af partherne og byen Palmyra, var den ikke konstant udsat som fronterne i Germanien og i Nordafrika. Provinsen forblev under romersk herredømme, mens mange erobrede områder i Mellemøsten, såsom Armenien, Mesopotamien og Assyrien, skiftede hænder et stykke tid efter Trajans erobringer. 
Kejser Philippus Arabs (204-249 evt.), som var araber, var fra den syriske by Shahbä, som blev tilføjet til Arabia Petræa mellem år 193 og 225.  
Provinsen var arabisk, ikke hellenistisk. 
| Historie | Spire Denne historieartikel er en spire som bør udbygges. Du er velkommen til at hjælpe Wikipedia ved at udvide den. |

30°04′N 35°21′Ø / 30.07°N 35.35°Ø